# Northwold
Northwold is een civil parish in het bestuurlijke gebied King's Lynn en West Norfolk, in het Engelse graafschap Norfolk met 1085 inwoners.

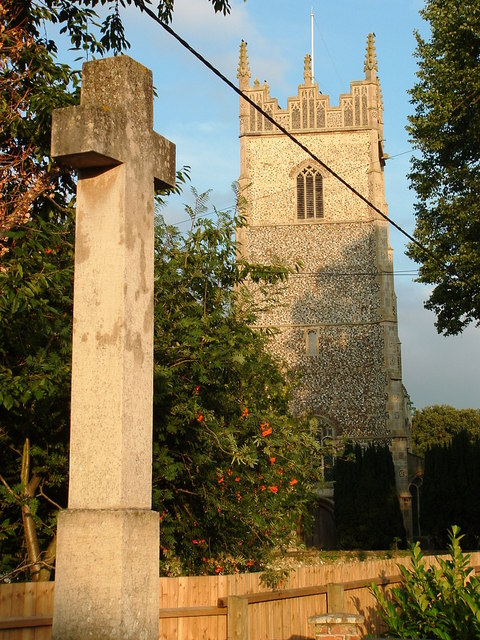
Kerk van St Andrews en oorlogsmonument van Northwold
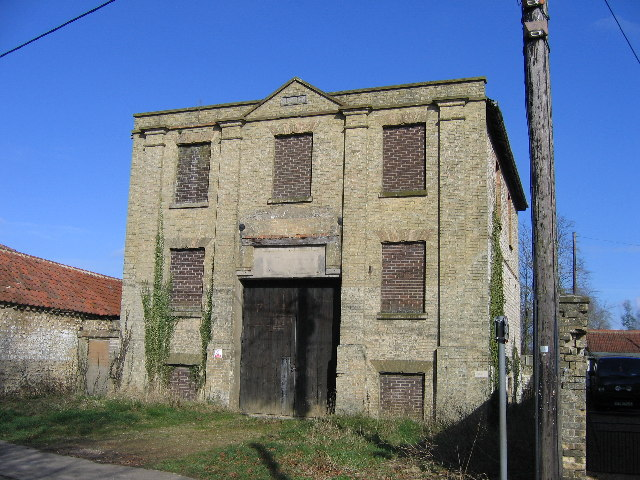
Methodistenkerk in Northwold